# Словенська країна

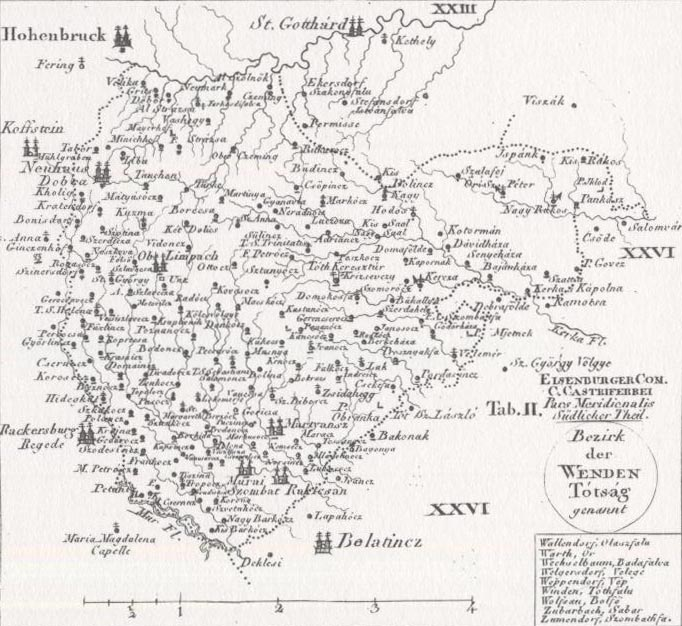
Словенська Країна

Словенська кра́їна (словен. Slovenska krajina, угор. Vendvidék, Szlovenszka krajina, Szlovén krajina) або Словенська марка — традиційне визначення сукупності словеномовних районів, розташованих в угорських комітатах Ваш та Зала з другої половини XVIII століття до 1919 року, коли було підписано Тріанонський договір. Охоплювала приблизно дві третини нинішнього словенського Прекмур'я та район між сучасним словено-угорським кордоном і містом Сентготхард, у якому проживає словенська діаспора в Угорщині. В Угорщині ці території відомі під назвою Vendvidék, у Словенії — Пораб'я (тобто землі, що лежать уздовж ріки Раба).

## Походження назви

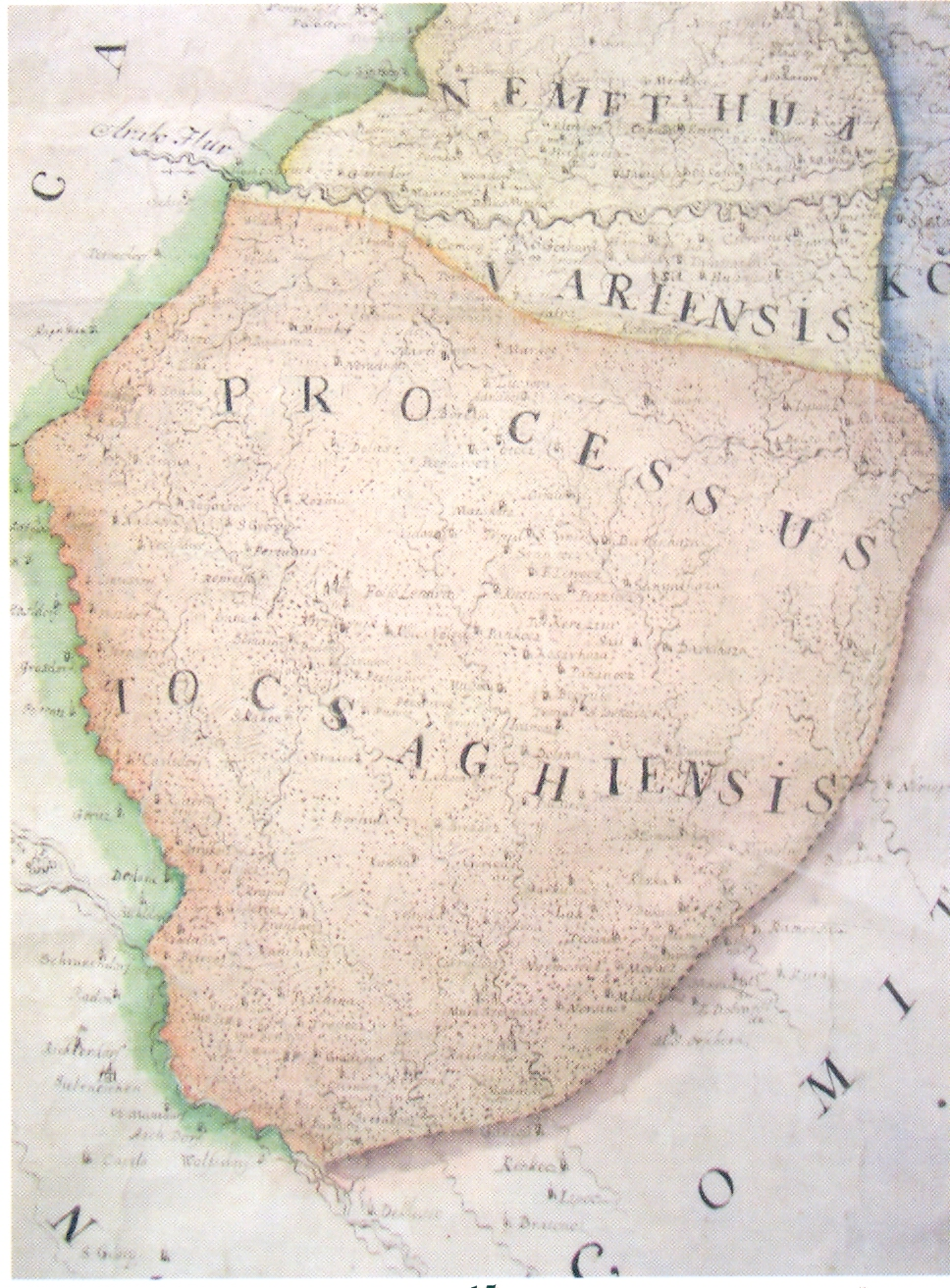
Tótság (Словенська Країна) у XVIII столітті

Загалом «марка» («територія») — термін, що означає прикордонні райони того чи іншого королівства.
Починаючи з X століття населені словенцями землі між ріками Мура та Раба були частиною Угорського королівства. Переважна частина цих земель входила до комітату Ваш; значно менша, південно-східна (землі між Лендавою та Белтинцями), була у складі комітату Зала. У XII столітті єпископ Дьєра заснував у своєму єпископстві словенський деканат під назвою Tótság («Tót» у перекладі з угорської означає «слов'янин», «слов'янський»). На місцевому словенському діалекті адміністративна одиниця називалася Szlovenszka okroglina («словенський округ»). У 1778 ці території були передані новоствореній єпархії Сомбатгея і перший її єпископ Янош Сілі створив округ під назвою Vendvidék («Вендська Марка»; в угорській мові назвою Vend позначалися місцеві словенці). Римо-католицькі священники регіону називали його «Словенська Країна» — від назви місцевого слов'янського народу, який на місцевому діалекті словенської мови називається Slovénge (на інших діалектах — Slovenci).

## Питання автономії
У другій половині XIX століття угорська влада проводила асиміляторську політику стосовно національних меншин, змушуючи католицьку більшість словенців та її лідерів — Йожефа Боровняка і Ференца Іваночі — проникатися ідеєю автономії Словенської Марки. У 1918, після розпаду Австро-Угорщини, словенські політичні діячі Прекмур'я розділилися на два табори — один відстоював ідею продовження існування у складі Угорщини (новоствореної Першої угорської республіки), здобуття автономії та створення незалежної Республіки Словенської Країни, тоді як інший відстоював приєднання краю до Держави Словенців, Хорватів і Сербів (Югославії). Угорські провідні політики Міхай Карої та Оскар Ясі схилялися до надання широкої автономії Словенській Країні. Словенський політичний діяч Йожеф Клекл разом з Оскаром Ясі розробив детальну програму автономії Країни. Програма мала на меті створення словенського автономного уряду в Мурській Соботі, сил територіальної оборони, словенської вищої школи в Сентготхарді та запровадження тримовної адміністрації на території Сентготхарду, Мурської Соботи, Лендави та Ерісентпетера й забезпечення рівних прав для словенської Прекмур'я, угорської та німецької мов. Автономна одиниця мала отримати назву Словенська Країна. 19 січня 1918 у Белтинцях відбувся з'їзд, учасники якого постановили, що Словенська Країна має бути автономною територією у складі Югославії. Деякі словенські політики — Міхаель Кухар, Йошко Годіна, Іван Єріч і Антон Корошець — вважали можливою незалежність Словенської Країни. Однак Клекл не погодився з цим та домігся включення Словенської Країни до складу Словенії, яка потім стала частиною Королівства Югославія.
Після Угорської революції та створення у 1919 Угорської Радянської Республіки наприкінці травня цього ж року була проголошена Республіка Прекмур'я, яку очолив Вільмош Ткалець. Після менш ніж двох тижнів територія республіки була окупована югославською армією. З укладенням Тріанонського договору в червні 1920 майже вся територія Прекмур'я увійшла до Королівства Югославія.

## Після 1919
Після 1919 назва «Словенська Країна» вживалася все рідше. В Королівстві Югославія вона була поступово замінена на «Прекмур'я», хоча більша частина місцевої еліти надавала перевагу старій назві. Однак у нових обставинах стара назва вже не мала того значення — з того часу, як регіон перестав бути словеномовною периферією Угорщини, натомість став частиною Словенії. Протягом 1920-х назва «Словенська країна» була замінена на «Мурська країна», яка вживалася разом із назвою «Прекмур'я» («регіон над рікою Мура»). Після Другої світової війни остання назва утвердилась остаточно; всі інші поступово вийшли з ужитку.